# 李淑子
李淑子（LEE Sook-Ja，1980年6月17日—），為前韓國女子排球運動員，前韓國國家女子排球隊隊員，已於2015年退役。現為KBS n sports排球轉播解說員。

## 簡歷
2012年7月，李淑子代表韓國出戰英國倫敦舉行的奥林匹克运动会女子排球比賽。